# Panjska končnica
La locuzione slovena panjska končnica (pronuncia: /ˈpaɲska kont͡ʃˈnit͡sa/) indica la tavola di legno decorata posta a chiusura di particolari arnie dette
kranjič.
Tale forma d'arte popolare, tipica della Slovenia, ha avuto origine nell'Alta Carniola e nella Carinzia
slovena, diffondendosi poi in tutta la Slovenia. Le più antiche tavole decorate risalgono alla metà del XVIII secolo,
mentre la tradizione di decorare le arnie terminò quasi del tutto dopo la fine della prima guerra mondiale.

## Descrizione
Le scene rappresentate, molto semplici, poiché dipinte per la maggior parte da pittori autodidatti,
presentano una grande varietà: se ne conoscono infatti più di 600, di cui circa la metà sono a carattere
religioso. In circa 150 anni sono state decorate secondo questa tradizione più di 50 000 arnie. Tale pratica
permetteva agli apicoltori di distinguere le proprie arnie da quelle degli altri. Venivano inoltre spesso
raffigurate scene religiose, allo scopo di proteggere le api.
Nella seconda metà del XIX secolo la pratica di decorare le arnie si diffuse largamente nei territori alpini sloveni.
Durante il periodo d'oro della decorazione delle arnie, tra il 1820 e il 1880, alle già citate scene religiose
vennero affiancate raffigurazioni profane ispirate dalla realtà o frutto di fantasia. In questo periodo
iniziarono a comparire anche raffigurazioni di eventi storici e bellici, riferimenti ad avvenimenti contemporanei, scene
tratte dalla vita rurale, raffigurazioni animali e di prodotti di artigianato popolare, così come diverse rappresentazioni
storiche. Nello stesso periodo si possono osservare raffigurazioni dell'umana stoltezza e di scherno nei
confronti delle donne.
Al giorno d'oggi queste tavole decorate hanno un significato meramente simbolico, ciò nonostante le
riproduzioni dei motivi più conosciuti vengono apprezzate dai turisti che le
acquistano come souvenir della Slovenia. Le arnie decorate fanno parte di diritto del patrimonio
etnografico della Slovenia.

## Scene più ricorrenti
- Il diavolo che affila la lingua ad una donnaccia;
- L'uomo che torna dalla taverna ubriaco;
- Il mugnaio con la moglie;
- La festa;
- Il mulino delle comari (in cui è raffigurato un diavolo che getta nel mulino una donna brutta e

anziana che in seguito ne esce giovane e bella);
- La volpe che rade il cacciatore;
- Il funerale del cacciatore;
- La causa del contadino (in cui due contadini si contendono una vacca, mentre un avvocato la

munge);
- La donna che trascina il marito fuori dall'osteria;
- L'uomo che trasporta la moglie seduta sulla croce.